# Hiam Abbass
Hiam Abbass (arabski: هيام عباس; ur. 30 listopada 1960 w Nazarecie) – palestyńska aktorka i reżyserka filmowa. Dwukrotnie nominowana do Europejskich Nagród Filmowych.

## Życiorys
Urodziła się w Nazarecie w rodzinie tradycyjnych muzułmanów palestyńskich, dorastała w wiosce przy granicy libańskiej.
Zasłynęła na arenie międzynarodowej poprzez film Czerwony jedwab w reżyserii Raja Amari. Zagrała tunezyjską wdowę w średnim wieku, odkrywającą własne pragnienia i seksualność. W 2004 zagrała w filmie Syryjska narzeczona, gdzie wcieliła się w postać Druzyjki. Za tę rolę otrzymała pierwszą nominację do Europejskich Nagród Filmowych i Izraelskiej Akademii Filmowej.
W 2005 wystąpiła w filmie Stevena Spielberga Monachium, przedstawiającym ściganie terrorystów z organizacji Czarny Wrzesień odpowiedzialnych za śmierć izraelskich olimpijczyków w Monachium. Na planie Abbass pracowała też jako konsultantka językowa i trener aktorski.
Później zagrała w filmach Free Zone Amosa Gitaja u boku Natalie Portman i Hanny Laslo oraz Narodzenie u boku Keishy Castle-Hughes.
W 2007 w filmie Spotkanie wcieliła się w postać matki nielegalnego imigranta z Syrii. Rok później Hiam Abbass wystąpiła w filmie Drzewo cytrynowe. Film opowiadał o spokojnej palestyńskiej kobiecie, uparcie i heroicznie walczącej w obronie swojego sadu, któremu zagrażał nowy sąsiad - minister obrony Izraela. Rola w filmie przyniosła jej drugą nominację do Europejskich Nagród Filmowych i trzecią do nagród Izraelskiej Akademii Filmowej.
W 2010 na ekrany wszedł film Miral w reżyserii Juliana Schnabela.
Zasiadała w jury konkursu głównego na 65. MFF w Cannes (2012).

## Filmografia
Filmy fabularne
- 2014: Exodus: Bogowie i królowie jako Bithiath
- 2010: Miral jako Hind Husseini
- 2009: Persécution jako Marie
- 2009: The Limits of Control jako Kierowca
- 2009: Amreeka jako Raghda Halaby
- 2009: Espion(s) jako Wafa
- 2009: Human Zoo jako Mina
- 2008: L'aube du monde jako Matka Mastoura
- 2008: Kandisha jako Mona Bendrissi
- 2008: La fabrique des sentiments jako Profesor Sterne
- 2008: Drzewo cytrynowe (Etz Limon) jako Selma
- 2008: Un roman policier jako Fati
- 2008: Béthune sur Nil jako Farah
- 2008: Blanche jako La voisine
- 2008: Fatoush jako Kobieta
- 2008: Al-mor wa al rumman jako Umm Habib
- 2007: Dialogue avec mon jardinier jako żona ogrodnika
- 2007: Disengagement jako Hiam
- 2007: Spotkanie (The Visitor) jako Mouna Khalil
- 2006: Azur i Asmar (Azur et Asmar) jako Jenane
- 2006: Narodzenie (The Nativity Story) jako Anna, matka Maryi
- 2006: Petites révélations
- 2005: Free Zone jako Leila
- 2005: Przystanek Raj (Paradise Now) jako Matka Saida
- 2005: Demon drugiej młodości (Le démon de midi) jako Rim
- 2005: Monachium (Munich) jako Marie Claude Hamshari
- 2005: Sur les traces de Mélanie jako Madelaine
- 2004: Nadia et Sarra jako Nadia
- 2004: Bab el shams jako Um Youness
- 2004: Syryjska narzeczona (The Syrian Bride) jako Amal
- 2003: Pierre et Farid jako La mère de Farid
- 2002: Kochaj ojca (Aime ton père) jako Salma
- 2002: Czerwony jedwab (Satin rouge) jako Lilia
- 2002: Fais-moi des vacances jako La mère de Lucien et José
- 2001: L'ange de goudron jako Naïma Kasmi
- 2001: Le mariage en papier jako Tata Rabiaa
- 2001: Ligne 208 jako Matka Khaleda
- 2001: Ali, Rabiaa et les autres
- 2000: Mix-cité
- 1998: Raddem
- 1998: Histoire naturelle
- 1998: Venise est une femme jako Matka Aïchy
- 1998: Raj na ziemi (Vivre au paradis)
- 1996: Chacun cherche son chat jako Une femme dans la cour
- 1996: Haïfa jako Oum Said
- 1989: La nuit miraculeuse

Seriale telewizyjne
- 2018 – 2019: Sukcesja  jako Marcia Roy
- 1994: 3000 scénarios contre un virus jako Klientka
- 1993: Antoine Rives, juge du terrorisme jako Jacqueline Tabet

Reżyser
- 2004: La danse éternelle
- 2001: Le pain

Scenariusz
- 2004: La danse éternelle

Producent
- 2001: Le pain